# Bram Nuytinck
Bram Nuytinck (* 4. května 1990, Heumen, Nizozemsko nebo Malden, Nizozemsko) je nizozemský fotbalový obránce, který v současnosti působí v belgickém klubu RSC Anderlecht.

## Klubová kariéra
Bram Nuytinck prošel mládežnickou akademií NEC Nijmegen, do A-týmu se dostal v roce 2009. 31. srpna 2012 přestoupil za 3 miliony eur do belgického špičkového klubu RSC Anderlecht, který vedl trenér John van den Brom.

## Reprezentační kariéra
V červnu 2013 byl nominován na Mistrovství Evropy hráčů do 21 let konané v Izraeli. S týmem se dostal do semifinále, kde Nizozemsko vypadlo s Itálií po porážce 0:1.